# Seddin (Groß Pankow)
Seddin ist ein Ortsteil der Gemeinde Groß Pankow im Landkreis Prignitz in Brandenburg.

## Geografie und Verkehrsanbindung
Seddin liegt nordwestlich des Kernortes Groß Pankow an der Landesstraße L 103. Am östlichen Ortsrand fließt die Stepenitz, ein Nebenfluss der Elbe.

## Geschichte

### 14. und 15. Jahrhundert

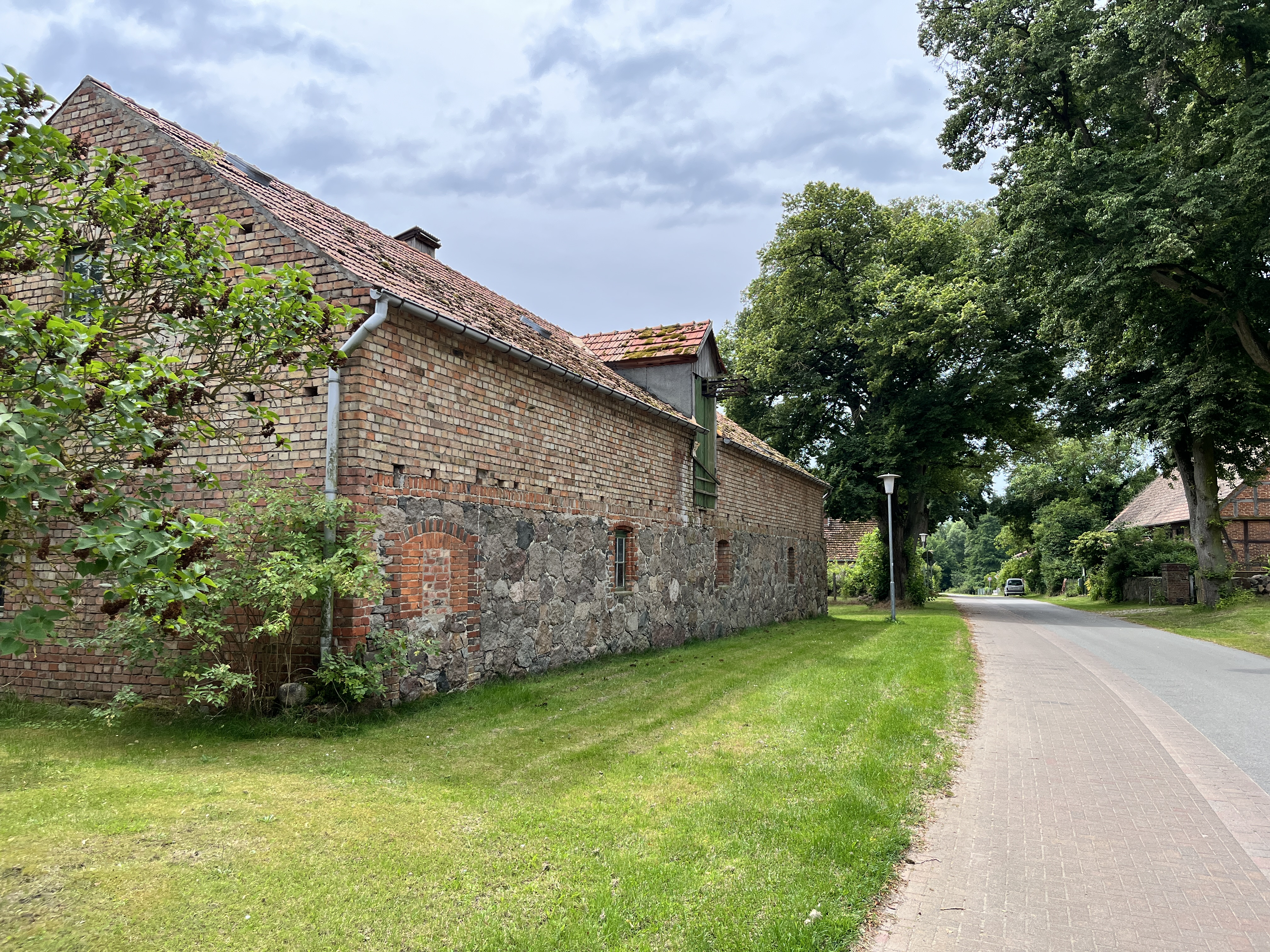
Ortsansicht

Das Dorf wurde 1352 erstmals urkundlich als in Cedyn erwähnt und bestand aus einem Dorf und Wohnhof der von Wartenberg zu Seddin, die das Dorf von vor 1352 bis nach 1403 besaßen. Der Wohnhof in to Sedynwurde 1403 aufgegeben. Aus dem Jahr 1424 existiert eine Schadensrechnung der Herzogin von Mecklenburg gegen die Mark. Sie machte nach einem Überfall von Raubrittern auch de Seddineschen houelude verantwortlich. Experten zufolge könnten damit Afterlehns- oder Gefolgsleute der Gans zu Putlitz gemeint sein, die in Seddin lebten. Vor 1437 kam das Dorf zur Herrschaft Putlitz, die sich im Mittelalter unter der Oberlehnsherrschaft des Bischofs von Havelberg befanden. Im genannten Jahr kam es zu Schäden durch mecklenburgische Raubritter. Im Jahr 1490 gab es im Dorf einen Zweieinhalbhufner, zwei Zweihufner, einen Anderthalbhufner, vier Einhufner und zwei Kossäten. Im Folgejahr erschien die Schreibweise Tzeddyn.

### 16. Jahrhundert
Die Schreibweise Czeddin ist aus dem Jahr 1540 bekannt. Zwei Jahre später gab es ein Pfarrhaus mit vier Hufen, die vom Pfarrer selbst bewirtschaftet wurden. Hinzu kamen drei weitere Hufen. Das Kirchenpatronat lag bei den Herren zu Putlitz. Der Küster besaß ein Haus, 1600 auch einen Garten, einen Garten im Felde und eine Wiese) sowie einen Kohlhof, der 1600 nicht mehr erschien. Die Kirche besaß einen sandigen Acker, auf dem vier Scheffel Saat ausgebracht wurden. Hinzu kam eine Wiese zu zwei Fuder Heu und vier Scheffel Roggen aus einem Stück Acker. Im Dorf lebten im Jahr 1576 insgesamt 17 Hufner und 11 Kossäten, darunter ein Schmied.

### 17. Jahrhundert
Eine Statistik aus dem Jahr 1652 wies für Seddin insgesamt 12 Personen auf: sieben Hufner und nur noch vier Kossäten. Im Jahr 1686 gab es 18 Huferhöfe, davon lagen allerdings sieben wüst. Von den zehn Kossätenhöfen lag einer wüst, einer arbeitete als Schneider. Außerdem wurde eine wüste Kötterstelle genannt. Die wüst liegenden Höfe wurden von den vorhandenen Bauern mit genutzt. Die Wiesenflächen waren mittelmäßig, ebenso die Viehzucht und die Hütung sowie der Acker. Fischerei und Mast wurden nicht betrieben.

### 18. Jahrhundert
In Seddin lebten im Jahr 1719 insgesamt 15 Hufner, neun Kossäten, vier Paar Einlieger sowie ein Hirte mit seinem Vieh. Eine Statistik aus dem Jahr 1734 führte auf: 17 Bauern, neun Kossäten, 17 Häuslinge, einen Leineweber sowie zwei Hirten. Die Gemarkung war 18 Hufen groß; dort wurden insgesamt 31 Wispel 19 Scheffel Saat ausgebracht. Seddin bestand als Dorf im Jahr 1745 mit 18 Bauern, neun Kossäten und einem Kötter. Im Jahr 1760 wurden 17 Hufner, neun Kossäten, ein Kötter, ein Dorfschäfer sowie 18 Hufen genannt. In einer weiteren Statistik aus dem Jahr 1791 waren aufgeführt: 17 Bauern, zehn Kossäten, 17 Hausleute und ein Pfarrer, die zusammen 51 Feuerstellen (= Haushalte) betrieben.

### 19. Jahrhundert
Im Jahr 1801 gab es in Seddin 18 Ganzbauern, neun Kossäten, 20 Einlieger und nach wie vor 51 Feuerstellen. Eine Statistik von 1819 führte auf: 17 Hufner, neun Kossäten, ein Kötter, ein Schäfer und Kuhhirt sowie fünf Paar Einlieger. Die Gemeinde Seddin hatte für die Ablösung der Dienste und Einziehung der Pachterträgnisse (Prästationen) etwa 1400 Morgen (Mg) Land abgetreten. Auf dieser Fläche errichtete der Freiheit zu Putlitz auf Wolfshagen ein Vorwerk, das Hellburg genannt wurde. Im Jahr 1846 gab es in Seddin 56 Wohnhäuser. Die Bewohner nutzten ein Dreifeldersystem und hüteten dauerhaft Rindvieh. Sie hatten das Recht, Tannenholz zum eigenen Bedarf zu schlagen und betrieben Viehzucht für den Eigenbedarf. Hinzu kam die Imkerei; der Haupterwerb lag im Ackerbau (1852). Noch im 19. Jahrhundert war die Schreibweise Zeddin für die Dorfbezeichnung üblich. Es war 1850 insgesamt 3211 Mg groß: 11 Mg Gehöfte, 28 Mg Gartenland, 2132 Mg Acker, 150 Mg Wiese, 366 Mg Weide, 524 Mg Wald. Es gab vier Abbauten und vier öffentliche, 54 Wohn- und 67 Wirtschaftsgebäude (1860).

### 20. Jahrhundert
Seddin umfasste zur Jahrhundertwende eine Fläche von 948 Hektar (ha) und 62 Häuser. Es gab im Jahr 1907 einen Doppelbauern, elf Bauern, einen Halbbauern, sechs Drittelbauern, sechs Eigentümer, eine Gastwirtin, einen Schmiedemeister und Pächter, einen Schlächter, einen Pfarrer, einen Lehrer, einen Altsitzer und einen Rentner. Seddin wurde 1931 Gemeinde mit einer Fläche von 953 ha, auf der 56 Wohnhäuser standen. Im Jahr 1939 gab es 18 land- und forstwirtschaftliche Betriebe mit einer Fläche zwischen 20 und 100 ha, 12 zwischen 10 und 20 ha und 13 zwischen 0,5 und 5 ha. Dort waren 186 Personen beschäftigt. Weitere 46 Personen arbeiteten in Industrie und Handwerk, vier im Handel und Verkehr.
Nach dem Zweiten Weltkrieg wurden im Rahmen der Bodenreform 13,3 ha enteignet und aufgeteilt: drei Neubauern erhielten 2,55 ha, einer 2,33 ha und zehn Altbauern 8,42 ha. Im Jahr 1955 gründete sich eine LPG Typ III Rotes Banner mit 14 Mitgliedern und 196,72 ha Fläche, die fünf Jahre später auf 55 Mitglieder und 423,12 ha Fläche angewachsen war. Außerdem gab es die LPG Typ I Prignitzland mit 34 Mitgliedern und 197,7 ha Fläche, die 1969 an die LPG Typ III angeschlossen wurde. Seddin kam im Jahr 1974 zur Gemeinde Wolfshagen. Zwei Jahre später schlossen sich die LPG Typ I Vorwärts in Klein linde und die LPG Neuer Weg in Tacken an die LPG Rotes Banner an. Die Tierproduktion Seddin nahm im Jahr 1978 ihren Betrieb auf. Seddin war ab 1985 ein 1985 Ortsteil von Wolfshagen.

## Bevölkerungsentwicklung
| Jahr      | 1734 | 1772 | 1791 | 1801 | 1817 | 1837 | 1858 | 1871 | 1895 | 1925 | 1939 | 1946 | 1964 | 1971 |
| Einwohner | 224  | 201  | 198  | 192  | 276  | 332  | 335  | 367  | 316  | 259  | 275  | 439  | 265  | 231  |

## Sehenswürdigkeiten

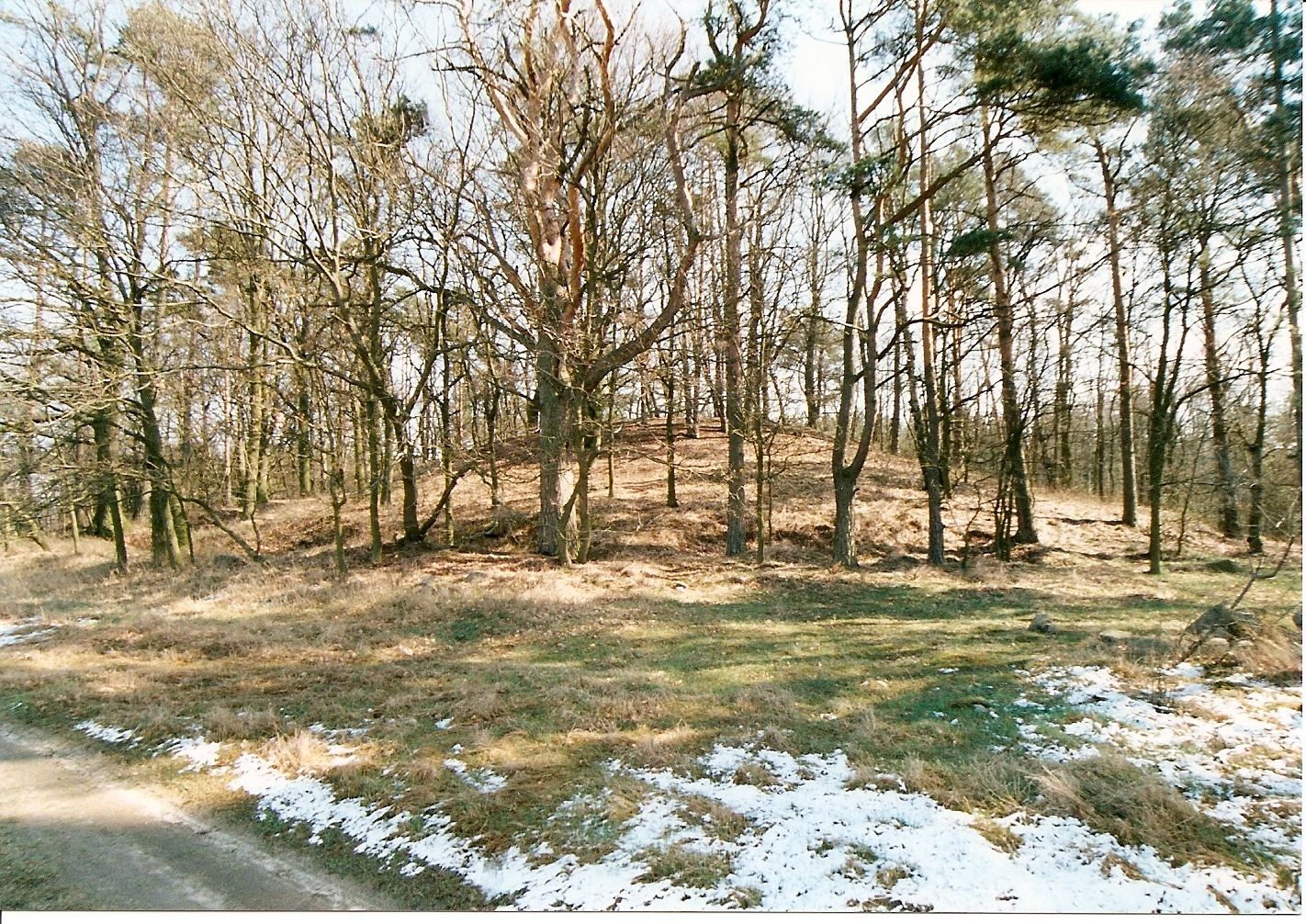
Königsgrab von Seddin

- Die evangelische Dorfkirche Seddin ist als Baudenkmal ausgewiesen. Sie wurde wahrscheinlich um das Jahr 1300 erbaut und im 15. Jahrhundert umgebaut. Der Turm wurde 1739 zerstört; der Glockenturm wurde im Jahr 1923 erbaut (siehe Liste der Baudenkmale in Groß Pankow (Prignitz)#Seddin).
- Südwestlich vom Ort liegt das Königsgrab von Seddin. Der Grabhügel aus der jüngeren Bronzezeit hat einen Durchmesser von 63,8 m und ist und 10 m hoch.